# Canton de Conty
Le canton de Conty est un ancien canton français situé dans le département de la Somme et la région Picardie. Cet ancien canton est aujourd'hui regroupé avec le canton d'Ailly-sur-Noye depuis les élections départementales de mars 2015.

## Géographie
Ce canton était organisé autour de Conty dans l'arrondissement d'Amiens. Son altitude variait de 36 m (Bacouel-sur-Selle) à 194 m (Belleuse) pour une altitude moyenne de 83 m.

## Histoire
- De 1833 à 1840, les cantons de Conty et de Poix avaient le même conseiller général. Le nombre de conseillers généraux était limité à 30 par département[1].

- De 1840 à 1848, les cantons de Conty et de Boves avaient le même conseiller général.

## Représentation

### Conseillers généraux de 1833 à 2015
| Période          | Période      | Identité                                             | Étiquette        | Qualité |
| ---------------- | ------------ | ---------------------------------------------------- | ---------------- | --- |
| 1833             | 1840         | Charles Adrien François Méhaye                       |                  | Propriétaire, notaire, maire de Poix                                                                                   |
| 1840             | 1848         | Théodore Marie, Vicomte Gueulluy de Rumigny          |                  | Général, aide-de-camp du Roi Député de la Somme (1830-1831) puis de la Mayenne (1831-1834)                             |
| 1848             | 1852         | Louis-Madeleine-Clair-Hippolyte Gaulthier de Rumilly |                  | Propriétaire à Conty, ancien conseiller d'arrondissement Député (1831-1834, 1837-1849, 1871-1875) Sénateur (1875-1884) |
| 1852             | 1858         | Adrien Désiré Béguin                                 |                  | Propriétaire, maire de Fleury                                                                                          |
| 1858             | 1870         | Charles Dufour                                       |                  | Ancien avoué à la Cour Impériale d'Amiens                                                                              |
| 1871             | 1877         | Alexandre Caron                                      | Républicain      | Agriculteur, maire de Rumaisnil                                                                                        |
| 1877             | 1884         | Emile Béguin                                         | Droite           | Propriétaire, maire de Fleury                                                                                          |
| 1884             | 1919         | Baron Alphonse de l'Epine                            | Droite           | Propriétaire à Prouzel Maire de Bacouel-sur-Selle (1873-1923)                                                          |
| 1919             | 1937         | Alexis de L'Épine                                    | Républicain      | Propriétaire-agriculteur à Wailly                                                                                      |
| 1937             | 1940         | Raymond Bernard                                      | Rad.             | Directeur de coopérative agricole Maire de Conty, conseiller d'arrondissement Nommé conseiller départemental en 1943   |
|                  |              |                                                      |                  | |
| 1945             | 1955         | Max Modeste                                          | DVD-RS           | Négociant en grains Maire de Plachy-Buyon                                                                              |
| 1955             | 1966 (décès) | René Clabault                                        | Rad.             | Maire de Conty (1954-1959)                                                                                             |
| 30 décembre 1966 | 1984 (décès) | Claude Jeunemaître (1928-1984)                       | DVD puis UDF-CDS | Négociant en grains Maire de Conty (1966-1983)                                                                         |
| 1984             | 1985         | Marcel Jeunemaître (1931-2022, frère du précédent)   | UDF              | |
| 1985             | 1992         | André Occis                                          | DVD              | Administrateur civil Maire de Conty (1989-1995)                                                                        |
| 1992             | 1998         | Jacques Dacheux                                      | SE puis DVD      | Exploitant de carrières Conseiller municipal de Conty                                                                  |
| 1998             | 2011         | Guy Lacherez                                         | DVG puis DVD     | Professeur Conseiller municipal de Lœuilly puis Maire de Conty (1995-2014)                                             |
| 2011             | 2015         | Jean-Christophe Loric                                | MoDem            | Chef d'entreprise 4e maire-adjoint d'Amiens pour le mandat 2014-2020                                                   |

### Conseillers d'arrondissement (de 1833 à 1940)
| Période                                  | Période | Identité                                             | Étiquette           | Qualité |
| ---------------------------------------- | ------- | ---------------------------------------------------- | ------------------- | --- |
| 1833                                     | 1845    | Louis-Madeleine-Clair-Hippolyte Gaulthier de Rumilly | Opposition libérale | Avocat, propriétaire à Fleury, député (1831-1834, 1837-1849, 1871-1876)                                                  |
| 1845                                     | 1848    | Ferdinand Aimable Simon de Moïencourt (1794-1857)    |                     | Propriétaire du château de Luzières, maire de Conty                                                                      |
|                                          |         |                                                      |                     | |
| 1904                                     | 1934    | Louis Edgard Henri Caron                             | RG                  | Propriétaire, cultivateur, maire de Conty (1900-1925) Président de la succursale de la Caisse d'Epargne d'Amiens à Conty |
| 1934                                     | 1937    | Raymond Bernard                                      | Radical             | Agriculteur, conseiller municipal de Conty                                                                               |
| 1937                                     | 1940    |                                                      |                     | |
| 1940                                     |         |                                                      |                     | Les conseils d'arrondissement ont été suspendus par la loi du 12 octobre 1940 et n'ont jamais été réactivés              |
| Les données manquantes sont à compléter. |         |                                                      |                     | |

## Composition
Le canton de Conty regroupait 23 communes et comptait 8 918 habitants (recensement de 1999 sans doubles comptes).
| Communes              | Population (2012) | Code postal | Code Insee |
| --------------------- | ----------------- | ----------- | ---------- |
| Bacouel-sur-Selle     | 574               | 80480       | 80050      |
| Belleuse              | 280               | 80160       | 80079      |
| Bosquel               | 293               | 80160       | 80114      |
| Brassy                | 51                | 80160       | 80134      |
| Contre                | 91                | 80160       | 80210      |
| Conty                 | 1 659             | 80160       | 80211      |
| Courcelles-sous-Thoix | 55                | 80160       | 80219      |
| Essertaux             | 199               | 80160       | 80285      |
| Fleury                | 200               | 80160       | 80317      |
| Fossemanant           | 110               | 80160       | 80334      |
| Frémontiers           | 180               | 80160       | 80352      |
| Lœuilly               | 809               | 80160       | 80485      |
| Monsures              | 203               | 80160       | 80558      |
| Namps-Maisnil         | 1 002             | 80290       | 80582      |
| Nampty                | 205               | 80160       | 80583      |
| Neuville-lès-Lœuilly  | 102               | 80160       | 80594      |
| Oresmaux              | 759               | 80160       | 80611      |
| Plachy-Buyon          | 929               | 80160       | 80627      |
| Prouzel               | 503               | 80160       | 80643      |
| Sentelie              | 215               | 80160       | 80734      |
| Thoix                 | 144               | 80160       | 80757      |
| Tilloy-lès-Conty      | 228               | 80160       | 80761      |
| Velennes              | 127               | 80160       | 80786      |

## Démographie
| 1962  | 1968  | 1975  | 1982  | 1990  | 1999  | 2009 |
| ----- | ----- | ----- | ----- | ----- | ----- | ---- |
| 6 617 | 7 112 | 7 026 | 7 661 | 8 266 | 8 918 | -    |